# Волосово (Гдовский район)
Волосово — деревня в Гдовском районе Псковской области России. Входит в состав городского поселения «Гдов» Гдовского района.
Расположена в 15 км к востоку от Гдова, на правом берегу реки Черма.

## Население
Численность населения деревни по оценке на 2000 год составляет 8 человек, по переписи 2002 года — 8 человек.

## История
До 2005 года деревня входила в состав ныне упразднённой Гдовской волости.